# Plai Bang
Plai Bang (tiếng Thái: ปลายบาง, phát âm [plāːj bāːŋ]) là một trong chín phó huyện (tambon) của huyện Bang Kruai, thuộc tỉnh Nonthaburi, Thái Lan. Phó quận xung quanh (theo chiều kim đồng hồ) là Bang Muang, Bang Khu Wiang, Maha Sawat, Chimphli, Sala Thammasop và Sala Klang. Vào năm 2020 tổng dân số ở đây là 19.358 người.

## Phân cấp hành chính

### Hành chính trung tâm
Phó huyện được chia thành 5 làng (muban).
| No. | Tên                    | Tiếng Thái     |
| --- | ---------------------- | -------------- |
| 01. | Ban Talat Si Prawat    | บ้านตลาดศรีประวัติ |
| 02. | Ban Khlong Khue Khwang | บ้านคลองขื่อขวาง  |
| 03. | Ban Khlong Plai Bang   | บ้านคลองปลายบาง |
| 04. | Ban Hua Khu Nok        | บ้านหัวคูนอก      |
| 05. | Ban Hua Khu Nok        | บ้านหัวคูนอก      |

### Hành chính địa phương
Toàn bộ khu vực phó huyện được bảo phủ bởi phó huyện thành phố Plai Bang (tiếng Thái: เทศบาลตำบลปลายบาง).